# ابن بري
أبو محمد عبد الله بن أبي الوحش بَرِّي بن عبد الجبار بن بَرِّي (499 - 582 هـ/ 1105 - 1187 م) اشتهر بابن بَرِّي. هو نحوي مصري، يعود أصله إلى القدس.

## سيرته
كان ابن برِّي كثيرَ الاطلاع على المصنفات والكتب التي بحوزة أبيه الذي كان وراقًا. وكان له اهتمام بالحديث إلى جانب اهتماه الأعظم بالنحو وعلوم اللغة العربية. أخذ العلم عن كثير من العلماء كان أشهرهم: ابن القطاع، أبو عبد الله السعيدي، ابن السراج، أبو طالب القرطبي. وتتلمذ على يده عدد من العلماء منهم: أبو الجيوش عساكر النحوي، أبو المحاسن مهلب المصري، عبد الغني بن عبد الواحد المقدسي، هبة الله بن جعفر القاضي.

## مؤلفاته
كتب المصنفات التالية:
- الاختيار في اختلاف أئمة الأمصار (لم يطبع).
- جواب المسائل العشر (على المسائل العشر التي طرحها الحسن بن صافي). نشر بتحقيق الدكتور محمد أحمد الدالي.
- حاشية على تكملة إصلاح ما تغلط فيه العامة للجواليقي (1939، دمشق).
- حاشية على درة الغواص للحريري.
- حاشية على المؤتلف والمختلف للآمدي.
- حاشية على المعرب للجواليقي.
- التنبيه والإيضاح عما وقع في كتاب الصحاح (هو في الأفصل حواش كتبها على كتاب الصحاح، ثم أُفردت منفصلة في كتاب تحت هذه العنوان، ولم يكن الكاتب الذي وضعه).
- رسالة في لو الامتناع.
- شرح أدب الكاتب لابن قتيبة.
- شرح شواهد الإيضاح لأبي علي الفارسي.
- غلط الضعفاء من الفقهاء (نُشر في مجلة المجمع العلمي العراقي).
- الفروق.
- فصل في شروط الحال وأحكامها وأقسامها.
- اللباب في الرد على ابن الخشاب (مصر، 1329هـ - إسطنبول، 1383هـ).